# Vandenboschia orientalis
Vandenboschia orientalis là một loài thực vật có mạch trong họ Hymenophyllaceae. Loài này được (C. Chr.) Ching miêu tả khoa học đầu tiên năm 1959.